# Siggnäs udd
Siggnäs udd är en udde i Finland. Den ligger i Pargas och landskapet Egentliga Finland, i den sydvästra delen av landet, 140 km väster om huvudstaden Helsingfors.
Terrängen inåt land är platt. Havet är nära Siggnäs udd österut. Runt Siggnäs udd är det glesbefolkat, med 10 invånare per kvadratkilometer. Närmaste större samhälle är Åbo, 19,7 km nordväst om Siggnäs udd. I omgivningarna runt Siggnäs udd växer i huvudsak blandskog.